# Petroleum Exploration and Production Africa
Petroleum Exploration and Production Africa (PEPA) est une entreprise pétrolière de la République du Congo, spécialisée dans l’exploration onshore. Elle est principalement connue pour l’exploitation du permis de Ngoki, dans la région nord du pays, un gisement considéré comme stratégique pour le développement énergétique congolais. Fondée en 2013 à la suite d’un partenariat entre Pilatus Energy Congo et SARPD Oil, la société est contrôlée depuis 2016 par l’homme d’affaires congolais Willy Etoka.

## Historique
Pilatus Energy Congo, fondée en 1995, avait obtenu en 2006 le permis d’exploration du bloc Ngoki. En difficulté financière après 2012, son président Abbas Al Youssef s’associe en 2013 avec Willy Etoka, fondateur de SARPD Oil. Ensemble, ils créent PEPA pour relancer le projet.
En 2016, SARPD Oil procède à une augmentation de capital. Pilatus, n’ayant pas pu suivre financièrement, est dilué. Willy Etoka devient actionnaire majoritaire de PEPA.

## Activités
Le principal actif de PEPA est le permis d’exploration pétrolière de Ngoki, couvrant plus de 9 000 km² dans la cuvette nord-congolaise. Le site est situé à proximité de zones de tourbières à haute valeur écologique.
En août 2019, PEPA annonce avoir découvert un gisement estimé à 359 millions de barils, avec un potentiel de production quotidien de 983 000 barils. Ces chiffres sont contestés par certains experts du secteur pétrolier.

## Gouvernance
PEPA est dirigée depuis 2016 par Willy Etoka, également fondateur de SARPD Oil. Il en détient la quasi-totalité des parts.

## Controverses
La prise de contrôle de PEPA par Willy Etoka a suscité des accusations de spoliation par Abbas Al Youssef. Certains experts jugent les chiffres annoncés pour le gisement de Ngoki exagérés. Le développement de ce champ en zone sensible écologiquement soulève aussi des inquiétudes parmi les ONG environnementales.